# تیسون (دهانه)
تیسون یک دهانه برخوردی در ماه است..

## دهانه‌های اقماری
این دهانه ۲ دهانه اقماری دارد.
| Thiessen | عرض جغرافیایی | طول جغرافیایی | قطر          |
| -------- | ------------- | ------------- | ------------ |
| Q        | ۷۳٫۹° N       | ۱۷۴٫۶° W      | ۳۹٫۰ کیلومتر |
| W        | ۷۶٫۳° N       | ۱۷۳٫۲° W      | ۲۴٫۰ کیلومتر |